# Ferme des Planons
La ferme des Planons est une ferme située à Saint-Cyr-sur-Menthon, en France.
L'édifice, propriété du département et qui abrite une partie des collections du Domaine des Saveurs - Les Planons, est classé au titre des monuments historiques en 1938.

## Localisation
La ferme est implantée, au hameau de la Mulatière, au sein du Domaine des Saveurs - Les Planons, sur le territoire de la commune de Saint-Cyr-sur-Menthon, dans le département français de l'Ain.

## Historique
- La maison d'habitation a été construite en 1490[2]. Initialement, il n'y a que la maison d'habitation avec sa cheminée sarrasine et une chambre dite des valets.
- En 1603, la ferme s'agrandit avec sa première extension, deux chambres sont ajoutées : celle des jeunes filles et celle du seigneur.
- Ensuite, une seconde extension a lieu au début des années 1700 avec la création du levier (pièce où se situe la pierre d'évier et le garde-manger) à l'ouest du bâtiment dans l'aître, galerie extérieure longeant les fermes bressanes.
- Entre 1710 et 1800, le domaine s'agrandit en gagnant des terres cultivables. Il passe de 20 à 46 hectares.
- Le XIXe siècle est ponctué par la construction des communs (étables, écuries, fours, soue, poulailler…) faits en pisé contrairement à la maison d'habitation qui est en torchis.
- En 1938, les cinq bâtiments de la ferme sont classés au titre des monuments historiques.
- En 1988, le conseil général de l'Ain acquiert les bâtiments puis le domaine entier au cours des années suivantes.
- En 1992, les derniers fermiers quittent le domaine et les travaux de restauration commencent alors jusqu'en 1995.
- Le 16 septembre 1995, à l'occasion des journées du patrimoine, le musée de la Bresse est ouvert.
- Le 3 août 2014, la foudre s'abat sur la cheminée sarrasine de la maison d'habitation qui est alors endommagée[3].
- Le 24 juin 2016, alors que la cheminée n'est toujours pas réparée, elle est de nouveau victime des caprices de la météo. Des orages et de la grêle se sont abattus, touchant le pisé de la partie gauche de la maison[4].

## Description
Les cinq corps de bâtiment sont ordonnés autour d'une cour carrée fermée desservie par un « passou ». La construction de la ferme bressane à cheminée sarrasine, des granges et des remises s'étend de la fin du XVe au XIXe siècle. Ces bâtiments résument l'évolution de la construction rurale traditionnelle en Bresse : toits en tuiles-canal reposant sur une charpente en chêne ; ossature à pans de bois de chêne, fondée sur un soubassement en briques appelées « carrons », et remplissage en torchis de terre et paille bâti sur un clayonnage d'aulne pour la maison d'habitation ; maçonnerie de pisé sur un soubassement de pierres murueuses ou en briques pour les écuries ou étables.
La maison d'habitation abrite une reconstitution des biens du fermier laboureur Benoît Chaffol d'après l'archive notariale d'inventaire après décès de 1784, faisant de la visite de ces bâtiments historiques un des temps forts du parcours. La mise en scène dans la chambre du maître et celle des valets, dans la cuisine et le lavoir permet de comprendre la vie des fermiers à l'époque.
Dans les dépendances, le matériel agricole, des maquettes tactiles, des panneaux explicatifs des techniques de construction traditionnelle et de l'habitat en Bresse ainsi que la salle avicole sur la célèbre volaille de Bresse complètent la visite.

## Décor de téléfilm
La ferme a servi de décor pour une scène de banquet et de mariage campagnard dans un téléfilm de 1973 intitulé La main enchantée, réalisé par Michel Subiela. Il s'agit d'une adaptation de la nouvelle de Gérard de Nerval.

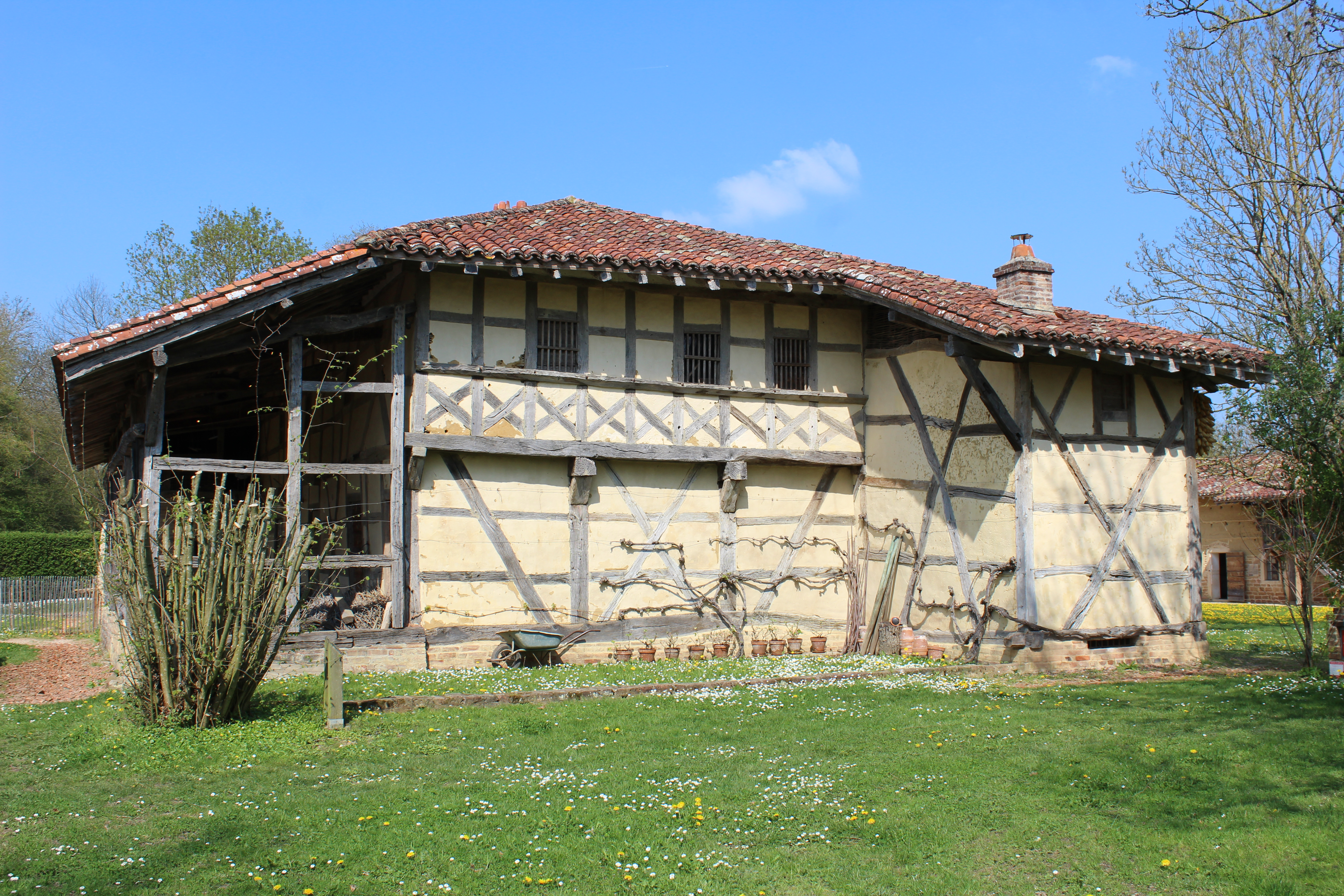
Façade sud de la maison d'habitation.
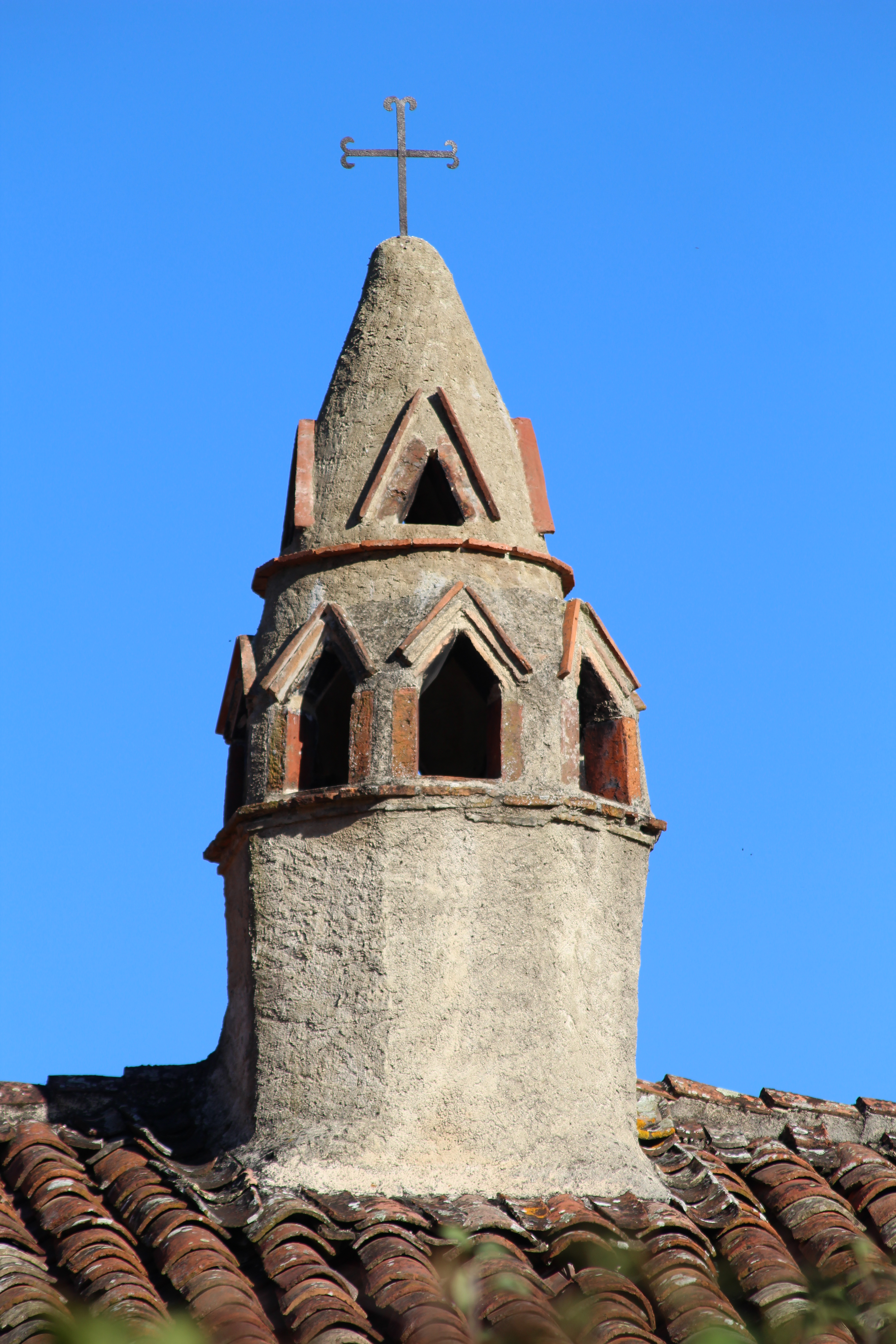
La cheminée sarrasine en 2019.
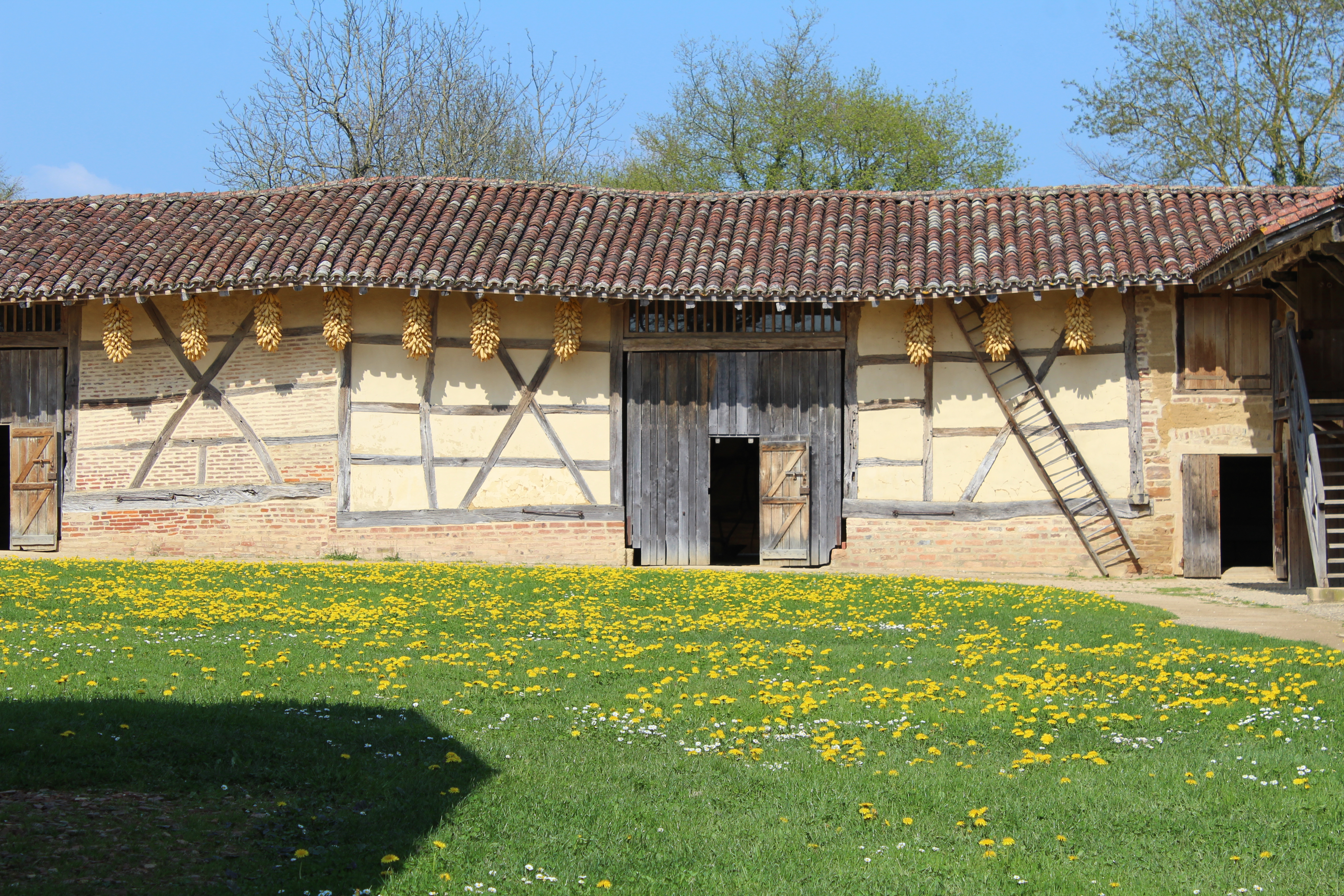
La grange et la remise.
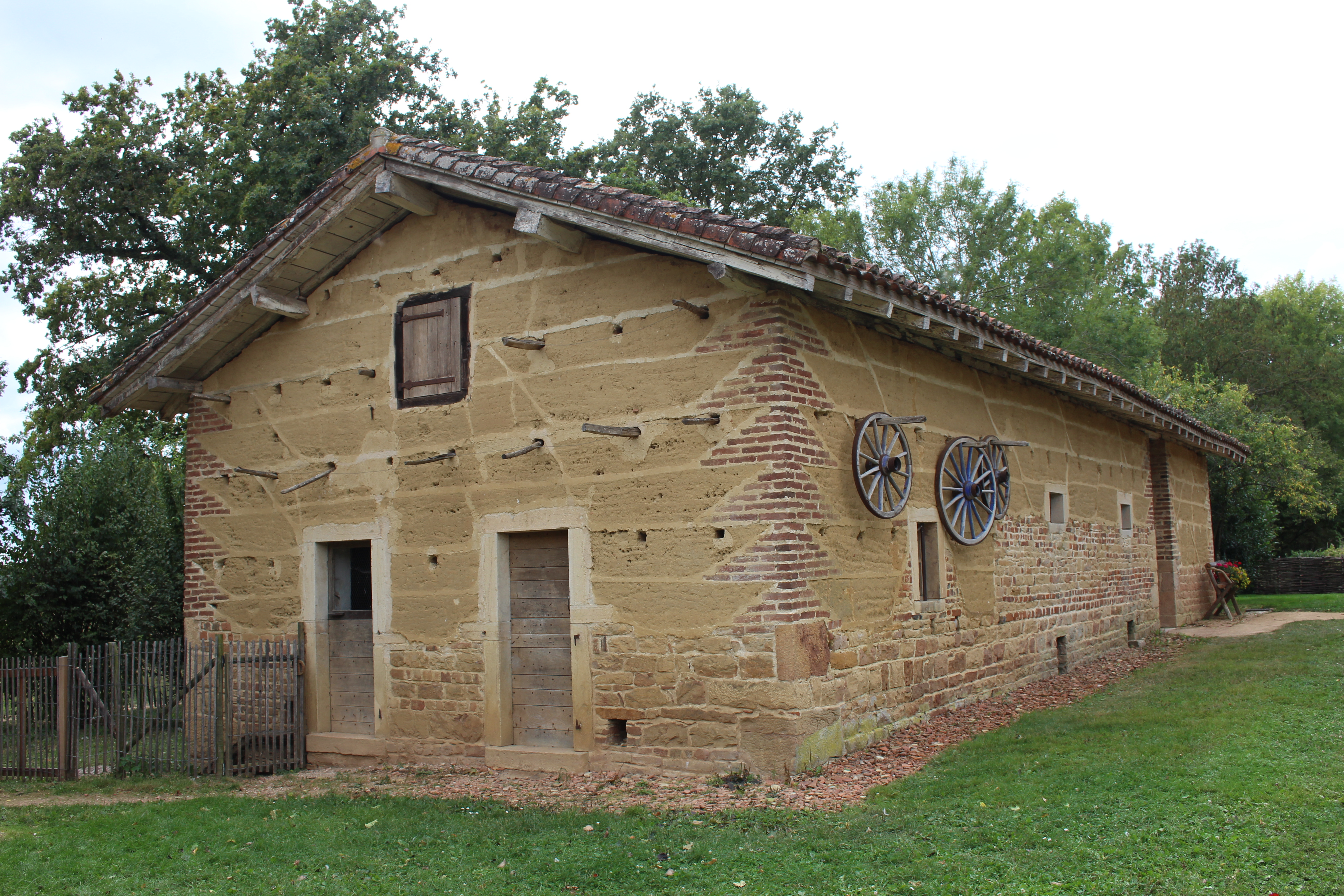
Bâtiment du four, des soues à cochons et du poulailler.
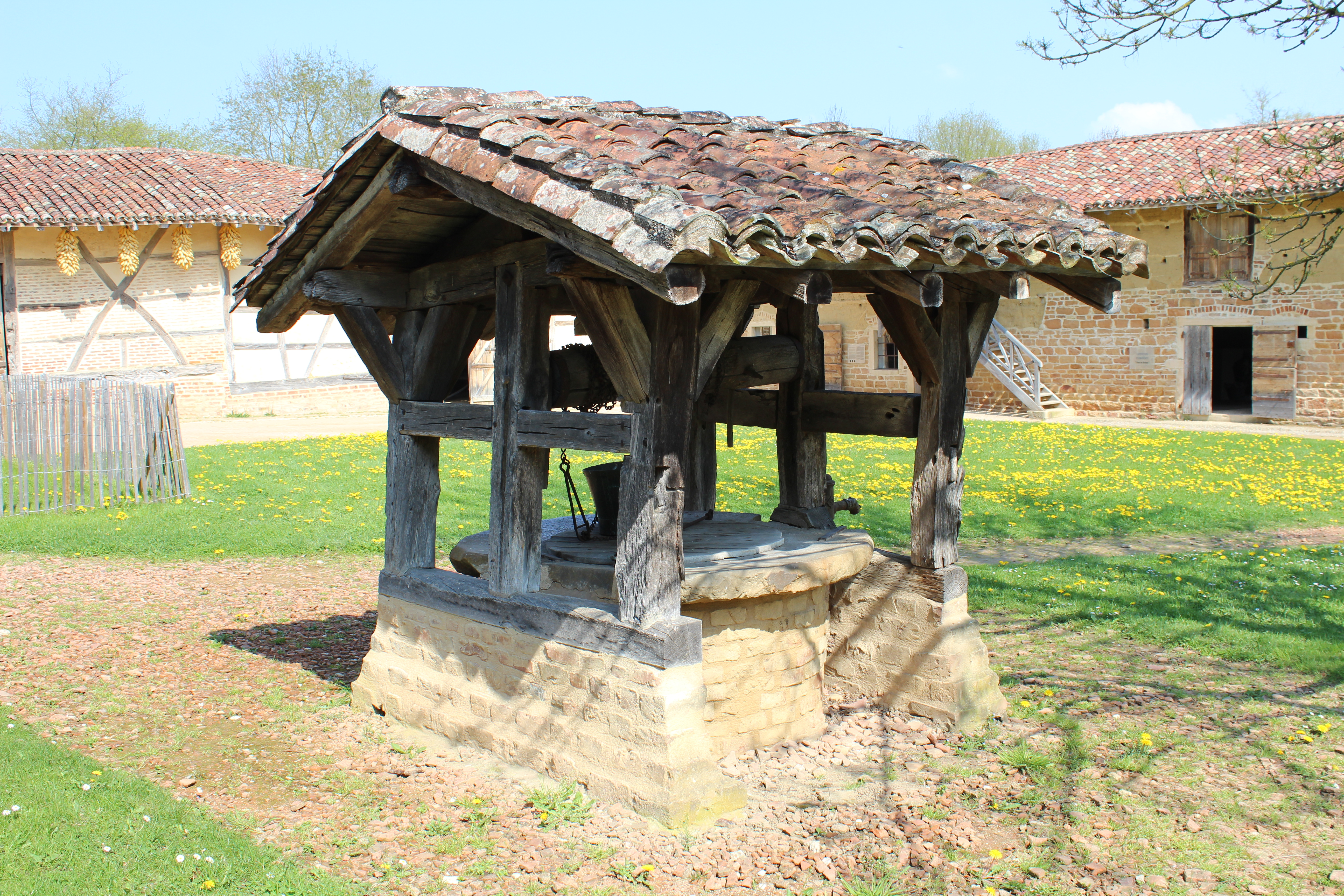
Puits.